# Maritzburg United
Maritzburg United ist ein südafrikanischer Fußballverein aus Pietermaritzburg. Der Verein spielt aktuell in der höchsten südafrikanischen Spielklasse, der Premier Soccer League.

## Geschichte
Der Klub wurde im Jahre 1979 unter dem Namen Maritzburg United Football Club gegründet. Die Entwicklung des Klubs ist eng verbunden mit dem Namen der Kadodia-Brüder. Nachdem im Jahre 2005 das Erstliga-Spielrecht (Franchise-Lizenz) vom finanzgebeutelten Verein Tembisa Classic gekauft wurde, konnte in Pietermaritzburg professioneller Fußball ermöglicht werden. Nach einem Abstieg spielt der Klub seit der Saison 2008/09 wieder in der Premier Soccer League.
Zwischen 2009 und 2016 wurde Maritzburg United mit Unterbrechungen insgesamt drei Mal von dem deutschen Fußballtrainer Ernst Middendorp trainiert. Am 12. März 2011 wurde er vorzeitig aus seinem Vertrag entlassen, im Januar 2012 jedoch wieder eingestellt.
Zur Saison 2012/13 verpflichtete der Verein mit Delron Buckley einen langjährigen Profi der 1. und 2. Fußball-Bundesliga. Neben Buckley vom Karlsruher SC wechselte auch Orlando Smeekes vom SV Wehen Wiesbaden zum südafrikanischen Erstligisten.

## Bekannte Spieler
- Boebie Solomons (2004–2005)
- Christian Alder (2011)
- Delron Buckley (2014–2015)
- Denis-Danso Weidlich (2016-)
- Marcel Engelhardt (2021–2022)

## Trainer
- Ernst Middendorp (2009–2011, 2012–2013, 2015–2016, 2020–2022)
- Eric Tinkler (2019–2020)